# Alpina argentipicta
Alpina argentipicta là một loài bướm đêm trong họ Geometridae.